# シービスケット物語
『シービスケット物語』（シービスケットものがたり、The Story of Seabiscuit）は、1949年公開のアメリカ合衆国の映画。実在のアイドルホースシービスケットの戦績をモデルとして作成された。主演シャーリー・テンプル。日本未公開。

## 概要
シービスケット（1933年 - 1947年）は1940年まで活躍していた実在の競走馬で、その劇的な競走生活から現役当時から大ブームを巻き起こしていた馬であった。同映画は馬そのものを主題に置かず、その競走戦績を背景として、それを取り巻く人々を中心に据えた恋愛映画である。
物語はシービスケットの経歴をある程度なぞっているが、その内容にはフィクションが多く含まれている。登場人物もチャールズ・スチュワート・ハワード（実際のシービスケットの馬主）やジョージ・ウルフ（実在の騎手）などを除いて多くが架空の人物である。
映画中には1940年のサンタアニタハンデキャップなどの、シービスケットが優勝した実際の映像が2本含まれている。シービスケット役にはシービスケット産駒の1頭であるシーソヴリンという馬が宛がわれており、当初は同馬を走らせて競走映像を取る予定であったが、すでに年を取った同馬の競走能力は低く、思うような映像が取れなかったとされる。

## あらすじ
アイルランドで調教師をしていたショーン・オハラ（バリー・フィッツジェラルド）は、競走中の事故で息子を亡くして悲しみに暮れていた。あるときケンタッキー州の畜産家トーマス・ミルフォード（ウィリアム・フォレスト）とそのお抱え調教師ジョージ・カーソン（ドナルド・マクブライド）に招かれて、ショーンはその娘マーガレット・オハラ（シャーリー・テンプル）とともに渡米した。
ショーンはトーマスの持ち馬の中に不格好ながらも才能を感じさせる下級条件馬・シービスケットを見つけ、それを手放さないように頼み込むが、ジョージの意見もあって結局は売り払われることになってしまった。一方その頃、騎手のテッド・ノールズ（ロン・マッカリスター）はマーガレットに交際を申し込んでいたが、弟の死以来騎手と関係を持つことに恐れを抱くようになったマーガレットの気持ちはなかなか動かなかった。テッドはショーンに話を持ちかけられ、ショーンに代わってシービスケットを購入する手伝いをしようとしたが、トーマスはこれをショーンの策だと見抜いてそれを退けた。
ショーンが体調を崩したことを理由に、一家はカリフォルニアに移り、そこでシービスケットを買いそうな大馬主のひとりチャールズ・スチュワート・ハワード（ピエリ・ワトキン）夫妻に話を持ちかけて、これの購入に当たらせた。そしてショーンは新しい調教法を取り入れて、ついにシービスケットを勝てる馬に仕上げることに成功する。
その後テッドがサンタアニタパーク競馬場で怪我をして入院すると、その看護にマーガレットが付いた。ここでマーガレットとテッドは互いに惹かれあい、マーガレットはテッドが騎手を辞めてくれるなら結婚してもいいと考えるようになり、ついには婚約に至った。
その頃、シービスケットはジョージ・ウルフ騎乗のもとで大活躍を繰り広げていたが、あるときの事故で足の一本を骨折、競走馬として致命的な怪我を負ってしまった。ショーンはハワード夫人（ローズマリー・デカンプ）の懇願に従って、必死の努力でシービスケットを競走できるまでに復活させたが、今度はジョージ・ウルフが乗れなくなってしまい、代わりにテッドが復帰することになった。約束を破られたと婚約を破棄したマーガレットに対して、テッドは「これが最後の騎乗なんだ」と告げて、その理解を得る。かくして最後の競走で大記録を打ち立てたテッドは引退し、マーガレットとともに調教師に転身した。

## 出演
- マーガレット・オハラ - シャーリー・テンプル
- ショーン・オハラ - バリー・フィッツジェラルド
- テッド・ノールズ - ロン・マッカリスター
- C・S・ハワード夫人 - ローズマリー・デカンプ
- ジョージ・カーソン - ドナルド・マクブライド
- チャールズ・スチュワート・ハワード - ピエリ・ワトキン
- トーマス・ミルフォード - ウィリアム・フォレスト

## 評価
この映画に対する評価は厳しく、公開から間もない1949年12月12日号のニューヨーク・タイムズでは「今季のロマンスものの中で最大級のつまらなさ、まさに「着外」だ」と酷評された。後の評論家からも支持されておらず、AMCの評論家クリストファー・ヌルは「作中で使われている実際のシービスケットの競走映像だけが、この映画における唯一観る価値のある部分」と評している。シービスケットの伝記を書いた作家ローラ・ヒレンブランドは著書中でこの映画に触れ、「シービスケットの生涯における興味深い部分をすべて削除して作られた愚作」と評している。